# Patricia Brooks
Patricia Brooks (7 de noviembre de 1937 – 22 de enero de 1993) fue una soprano lírica, actriz y cantante de ópera estadounidense, cuya carrera artística transcurrió principalmente en la New York City Opera. Fue conocida tanto por su voz como por su habilidad interpretativa.

## Biografía
Nacida en Manhattan, Nueva York, estudió en la Fiorello H. LaGuardia High School of Music & Art and Performing Arts, teniendo como profesora de danza a Martha Graham. Tras sufrir una lesión de rodilla, se centró en la actuación teatral, estudiando canto bajo la dirección de Margaret Harshaw y Daniel Ferro, y formándose como actriz con Uta Hagen.
En 1960 actuaba como miembro del coro en el musical representado en el circuito de Broadway The Sound of Music, que dejó para debutar en la New York City Opera el 12 de octubre con el papel de Marianne en El caballero de la rosa.
Brooks hizo 29 papeles con la New York City Opera en los años 1960 y 1970. En concreto, su actuación con el personaje del título en la ópera de Jules Massenet Manon, fue muy alabada. Con la Ópera Nacional de Washington ella interpretó el final del Primer Acto de la composición de Wolfgang Amadeus Mozart La flauta mágica en una cena en la Casa Blanca durante la presidencia de John F. Kennedy. En la reapertura del Teatro Ford en Washington D. C. el 30 de enero de 1968, Brooks cantó arias de La sonámbula y de Lucía de Lammermoor.
Brooks también actuó en diferentes lugares de los Estados Unidos, así como con la Royal Opera, Londres, en el Covent Garden. También actuó junto a Plácido Domingo en la ópera de Giuseppe Verdi La traviata en 1966, en una producción dirigida por Frank Corsaro, cantando la misma obra con ocasión del debut de Domingo como director en Estados Unidos en 1973. Brooks recibió positivas críticas por muchas de sus actuaciones en óperas tales como Los cuentos de Hoffmann, La bohème y Rigoletto. 
Sin embargo, su repertorio también incluía trabajos modernos. En su primera temporada con la New York City Opera actuó en la obra de Werner Egk The Inspector General. Además, intervino en los estrenos mundiales de The Crucible (de Robert Ward, en 1961), Carry Nation (de Douglas Moore en 1966)), y Natalia Petrovna (de Lee Hoiby, en 1964). Otra obra moderna en la que cantó fue la ópera de Alban Berg Lulú, representada en 1974 en la Ópera de Santa Fe, y en la cual interpretó el papel del título.
Brooks se retiró en 1977 como consecuencia de la esclerosis múltiple que padecía, la cual afectaba a su respiración. Sin embargo, continuó dedicada a la enseñanza durante varios años, dirigiendo producciones como profesora asociada de la Universidad Estatal de Nueva York en Purchase. Además, en sus últimos años también dedicó parte de su tiempo a la acuarela y a la pintura al óleo.
Patricia Brooks falleció en Mount Kisco, Nueva York, en 1993. En 1953 se había casado con Theodore Mann, director artístico y cofundador del Circle in the Square Theatre. Tuvieron dos hijos, Andrew (1958) y Jonathan (1961).